# Nickelodeon (France)
Pour les articles homonymes, voir Nickelodeon.
Nickelodeon est une chaîne de télévision appartenant à Paramount Network France, déclinaison française de Nickelodeon. Elle possède deux chaînes sœurs, Nickelodeon Junior lancée en janvier 2010 et Nickelodeon Teen lancée en novembre 2014. 

## Histoire
La version française de Nickelodeon est annoncée courant 2005, puis lancée le 16 novembre 2005 à 8h35, après avoir été recalée de la TNT française gratuite, le CSA préférant sélectionner Gulli qui a plus de contenus français. La chaîne bénéficie d'un accompagnement marketing et commercial procuré par les ventes de produits dérivés. La valeur totale « marché » est évaluée à cette époque à 300 millions d'euros. Selon l’étude ConsoJunior menée en 2006, la chaîne devient la plus regardée chez les téléspectateurs âgés entre 4 et 14 ans. À cette période, la chaîne lance des émissions telles que Bob l'éponge, Dora l'exploratrice, et Avatar. Par la suite, sur les six premiers mois de 2007, Nickelodeon voit son audience progresser de 113 % sur une année. Toujours à cette période, certaines célébrités françaises telles que M. Pokora assistent aux émissions.
Le 26 janvier 2010, est annoncé la création d'une nouvelle chaîne sœur éducative pour enfants baptisée Nickelodeon Junior. Plus tard, en novembre de la même année, Nickelodeon France fête ses cinq années d'existence. Le 20 septembre 2011, la chaîne passe au format 16/9. En mai 2013, en collaboration avec 2K Games, la chaîne annonce annonce la sortie de deux nouveaux jeux vidéo Dora l'exploratrice
Le 6 septembre 2014, la chaîne lance la diffusion de sa nouvelle série Les Lapins Crétins : Invasion. Le même mois, la chaîne lance sa propre tablette pour enfants. 
Le 19 novembre 2014, Nickelodeon 4Teen, chaîne consœur, est nouvellement créée et diffuse des séries pour adolescents.
Le 22 septembre 2015, Nickelodeon est lancée en HD sur Canalsat.
Depuis mars 2016, Nickelodeon +1 a été lancée sur le canal 212 de Numericable. Dès son arrivée, MTV +1 s'est arrêté.
Nickelodeon +1 est disponible sur Canalsat sur le canal 158 depuis le 8 novembre 2016,.
Le 26 août 2017, Nickelodeon 4Teen est soudainement renommée Nickelodeon Teen.
Depuis le 11 avril 2019, la chaîne est désormais diffusée sur l’ensemble des réseaux de SFR.
Depuis le 19 novembre 2019, les chaînes du groupe de Paramount Network France dont J-One, les chaînes Nickelodeon et les autres chaînes MTV et MTV Hits sont désormais distribuées chez les opérateurs ADSL/Fibre, et sont disponibles chez Free depuis le 19 novembre 2019. Depuis le 28 janvier 2020, les chaînes Nickelodeon sont désormais diffusées chez Bouygues Telecom, ce qui marque la fin de l’exclusivité avec Les Offres Canal+.
Depuis le 14 janvier 2020, la chaîne change de numérotation et se trouve sur le canal 141 des offres Canal+.
Depuis le 9 juillet 2020, les chaînes Nickelodeon sont désormais disponibles sur Orange.
Depuis septembre 2022, la chaine Nickelodeon France fusionne avec les déclinaison d'Espagne, d'Allemagne, du Portugal et le la Pologne pour proposer une version allégée de la chaîne.
Nickelodeon +1 n'est plus disponible dans Les offres Canal+ par satellite depuis le 23 avril 2024.
Nickelodeon Teen a cessé d’émettre dans la nuit du 14 au 15 juillet 2025 et remplacée le  15 juillet 2025 par NickToons France, une chaîne entièrement dédiée à l’animation,,.

## Identité graphique
Le 26 janvier 2010, Nickelodeon connaît une évolution majeure de son identité visuelle, en changeant entièrement son logo, supprimant au passage la tache. Celle-ci continuera tout de même d'apparaître occasionnellement sur les jingles de la chaîne[réf. nécessaire].
Le 21 septembre 2013, la chaîne aborde un nouvel habillage.
Le 18 juillet 2017, la chaîne adopte un nouvel habillage coloré, incorporant des éléments photoréalistes et mettant en scène des enfants en prise de vues réelles. 
Le 1er août 2023, Nickelodeon change d'identité graphique et renouvelle son logo, le faisant correspondre à celui de la chaîne américaine utilisé depuis mars 2023. Ce dernier réintroduit la tache de peinture iconique à la marque tout en gardant la typographie du logo existant, utilisé depuis 2010[réf. nécessaire].

Logo de Nickelodeon du 16 novembre 2005 au 26 janvier 2010.
Logo de Nickelodeon du 26 janvier 2010 au 1er août 2023.
Logo de Nickelodeon +1 de mars 2016 au 1er août 2023.
Logo de Nickelodeon depuis le 1er août 2023.

## Organisation

### Dirigeants

#### Présidents-directeurs généraux de Viacom International Media Networks France
- Jaime Ondarza : depuis le 19 juin 2020

#### Directeurs des programmes et de l'antenne
- Matthieu Crubezy : 2008 - janvier 2010
- Alexiane Wozniak : depuis décembre 2019

### Voix-off
- Fethi Maayoufi (depuis 2005)

## Diffusion
- Canal+
- Orange
- SFR
- Bouygues Telecom
- Free
- VideoFutur

La chaîne est également diffusée par la plateforme Molotov.tv[réf. nécessaire].